# حزب سبز (اسرائیل)
حزب سبز (عبری: המפלגה הירוקה‎) که در گذشته جنبش سبز نام داشت، حزب سیاسی و جنبش اجتماعی-زیست‌محیطی در اسرائیل است.بعد از بررسی اجمالی بی وقفه جهت شرکت درانتخابات پارلمانی اسرائیل (۲۰۲۰) به صورت حزبی مستقل، این حزب وقتی متوجه شد که شانس کمی برای کسب حداقل ۳٫۲۵ درصد آراء لازم جهت ورود به کنست دارد، با حضور در انتخابات مخالفت کرد.

## برنامه های کلیدی

### محیط زیست
ما کیفیت زندگی را با دو برابر کردن سرمایه‌گذاری در حمل‌ونقل عمومی پاک بهبود می‌دهیم. ما با استفاده از انرژی‌های تجدیدپذیر، آلودگی هوا را متوقف می‌کنیم. ما مصرف برق را کاهش می‌دهیم و ساخت نیروگاه‌های زغالی آلاینده را لغو می‌کنیم.

### آموزش و جامعه
ما نظام آموزش عمومی را تقویت می‌کنیم و جایگاه معلمان را ارتقا می‌دهیم. ما در مدارس و مناطق محروم سرمایه‌گذاری متمرکز انجام می‌دهیم. ما هدف الزام‌آور برای کاهش نرخ فقر تعیین می‌کنیم، نظام رفاه اجتماعی و بهداشت را بازسازی می‌کنیم و از کاهش ارزش صندوق‌های بازنشستگی جلوگیری می‌کنیم. ما برای آزادی‌های فردی و آزادی بیان مبارزه می‌کنیم و شکاف میان دینداران و سکولارها را کاهش می‌دهیم. ما اصل برابری زنان و مردان را در نهادهای عمومی و دولتی اجرا می‌کنیم و مدل ریاست مشترک دوگانه را به کار می‌گیریم.

### سیاست خارجی
ما راه‌حل صلح بر پایهٔ اصل دو کشور برای دو ملت را پیش می‌بریم، امنیت کشور را حفظ می‌کنیم و همکاری منطقه‌ای در زمینهٔ محیط زیست، برنامه‌ریزی و منابع آب ایجاد می‌کنیم.

### فناوری
ما شکاف دیجیتال را کاهش می‌دهیم، دسترسی همگانی را گسترش می‌دهیم و بی‌طرفی شبکه را حفظ می‌کنیم. ما نرم‌افزار آزاد و متن‌باز را ترویج می‌کنیم، استانداردهای باز HTML و سایر فناوری‌ها را به کار می‌گیریم و به محتوای آزاد در نظام آموزشی اولویت می‌دهیم.

### اقتصاد
ما برنامهٔ «نیو دیل سبز» سازمان ملل را اجرا می‌کنیم که برای کشور تطبیق داده شده است. ما با مجموعه‌ای از اصلاحات اقتصادی سبز، هم‌زمان با بحران اقتصادی جهانی و بحران زیست‌محیطی مقابله می‌کنیم.